# Hamburger Flugzeugbau
Hamburger Flugzeugbau (HFB) va ser un fabricant d'aeronaus situat al barri Finkenwerder d'Hamburg, Alemanya. Es va establir l'any 1933 com una filial de la naviliera Blohm+Voss, convertint-se posteriorment en una divisió operativa dins l'empresa matriu coneguda com a Abteilung Flugzeugbau der Schiffswerft Blohm & Voss des de 1937 fins que va deixar d'operar al final de la Segona Guerra Mundial. Durant el període que va seguir la guerra va renéixer com una empresa independent sota el seu nom original i subsegüentment es va unir a diversos consorcis abans de ser fusionada per formar Messerschmitt-Bölkow-Blohm (MBB). Participa en l'actual Grup Airbus i en programes aeroespacials europeus.

## Història
L'any 1933 la empresa naviliera Blohm & Voss patia una crisi financera a causa de la manca de feina. Els seus propietaris, els germans Rudolf i Walther Blohm, van decidir diversificar-se fabricant aeronaus, creient que aviat hi hi hauria un mercat per les hidrocanoes metal·liques de gran abast, especialment amb la línia aèria estatal alemanya Deutsche Luft Hansa. De la mateixa manera estaven convençuts que la seva experiència amb la construcció de vaixells metàl·lics seria un avantatge competitiu.
En aquell temps generalment es creia que aviat el transport aèri transatlàntic seria preferent per sobre dels creuers de luxe i que aquests serien principalment hidroavions i hidrocanoes que podrien utilitzar les infraestructures i capacitats dels ports marítims ja existents enlloc de les instal·lacions a terra que encara no estaven preparades per a avions tan grans.

### Primers anys
El mes de juny de 1933 els germans Blohm van posar a la junta directiva el seu cunyat, Max Andreae i l'experimentat pilot Robert Schröck, qui va contractar al dissenyador en cap de Heinkel Reinhold Mewes, juntament amb altres quatre dissenyadors, començant a treballar l'1 de juliol. Hamburger Flugzeugbau GmBH es va establir oficialment el 4 de juliol d'aquell any.
Les oficines de l'empresa ocupaven inicialment el pis superior de la seu de Blohm & Voss al barri de Steinwerder d'Hamburg i es produïa en els infrautilitzats edificis de construcció de vaixells. Mentrestant es va anar construint un aeródrom i un edifici d'ensamblatge final per la construcció d'avions a Wezendorf que es va inaugurar el 1935.
Durant aquest període d'entreguerres, el partit Nazi va accelerar el programa de rearmament, que preveia la reforma completa de la indústria aeronàutica. Els Nazis necessitaven grans quantitats d'avions per a la nova Luftwaffe pel que la companyia va començar a construir parts del Junkers Ju 52 obtenint una valuosa experiència en la fabricació avions completament metàl·lics. El gruix dels ingressos de la empresa va resultar ser la fabricació sota contracte d'avions de diferents tipus per Dornier, Focke-Wulf, Heinkel, Junkers, i Messerschmitt.

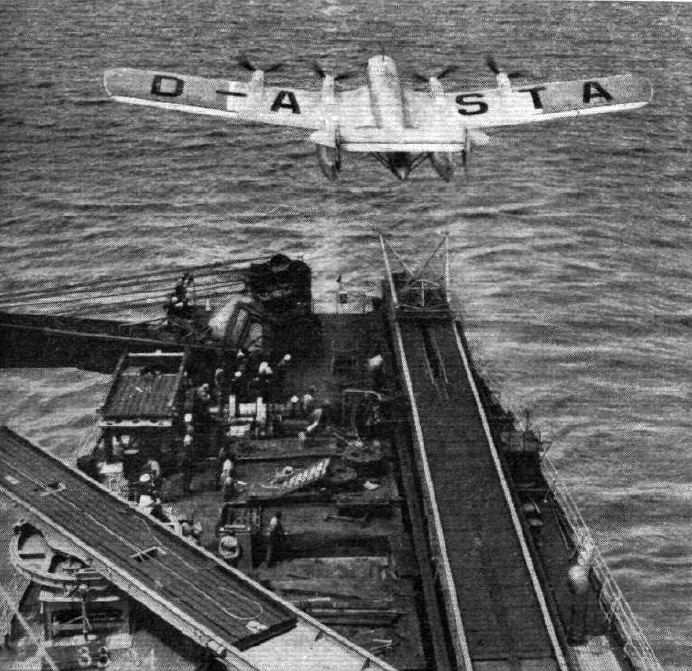
Un Ha 139 catapultat des d'un vaixell

Els dissenys propis de l'empresa van ser designats oficiament en el sistema de denominacions d'aeronaus del RLM "Ha". El primer que es va construir va ser l'Ha 135. Mewes no tenia un gran coneixement de la fabricació en metall i va dissenyar un biplà convencional amb cobertura tèxtil però els germans Blohm volien innovacions, així que, amb el consell del RLM, van contractar els serveis del dissenyador en cap de Kawasaki al Japó, Richard Vogt, que tenia àmplia experiència en la construcció d'avions metàl·lics. Durant un temps l'empresa va mantenir dos equips de disseny en oficines separades.
El Ha 135 va volar per primer cop el 28 d'abril de 1934 però no va tenir gens d'èxit i Mewes i el seu equip aviat van deixar l'empresa.
Vogt, qui va provar ser molt innovador, va estar a l'empresa fins a la seva dissolució el 1945.
El maig de 1934 es va unir a l'equip de Vogt, Hans Amtmann, també provinent de Heinkel i aportant a l'equip la seva experiència en el disseny de grans hidrocanoes. Amtmann va fer una bona impressió i va ser nomenat cap de disseny preliminar. Altres membres de l'equip eren Richard Schubert com a cap d'aerodinàmiques i George Haag com a cap de disseny d'ala.

### Blohm & Voss

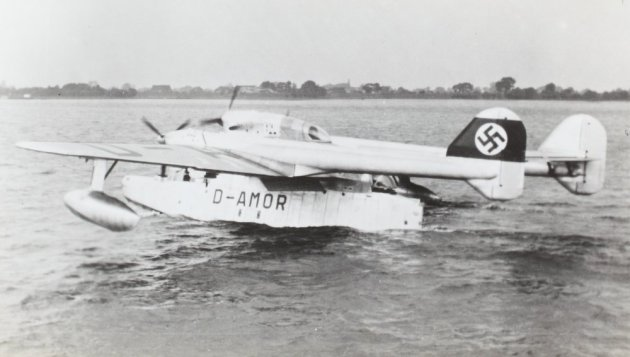
Un prototipus del Bv 138

Les aeronaus produïdes per Hamburguer Flugzeugbau eren generalment associades a Blohm & Voss i això causava confusió, el que va fer que, el setembre de 1937 Hamburguer Flugzeugbau fos rebatejada com Abteilung Flugzeugbau der Schiffswerft Blohm & Voss. El RLM va canviar el codi oficial de Ha a Bv i alguns dissenys que es trobaven sota desenvolupament van canviar el nom com el Ha 138, que va esdevenir el Blohm & Voss BV 138.
Durant la guerra, la càrrega de feina de Vogt va augmentar tant que es va reclutar Hermann Pohlmann, el dissenyador del Junkers Ju 87, per ser el seu ajudant. Altres projectes notables dels finals de la guerra incloïen una varietat de dissenys molt originals de bombarders i caces, que van culminar en una comanda de tres prototipus del caça nocturn de reacció P 215 setmanes abans que la guerra acabés.

### Ressorgiment després de la guerra

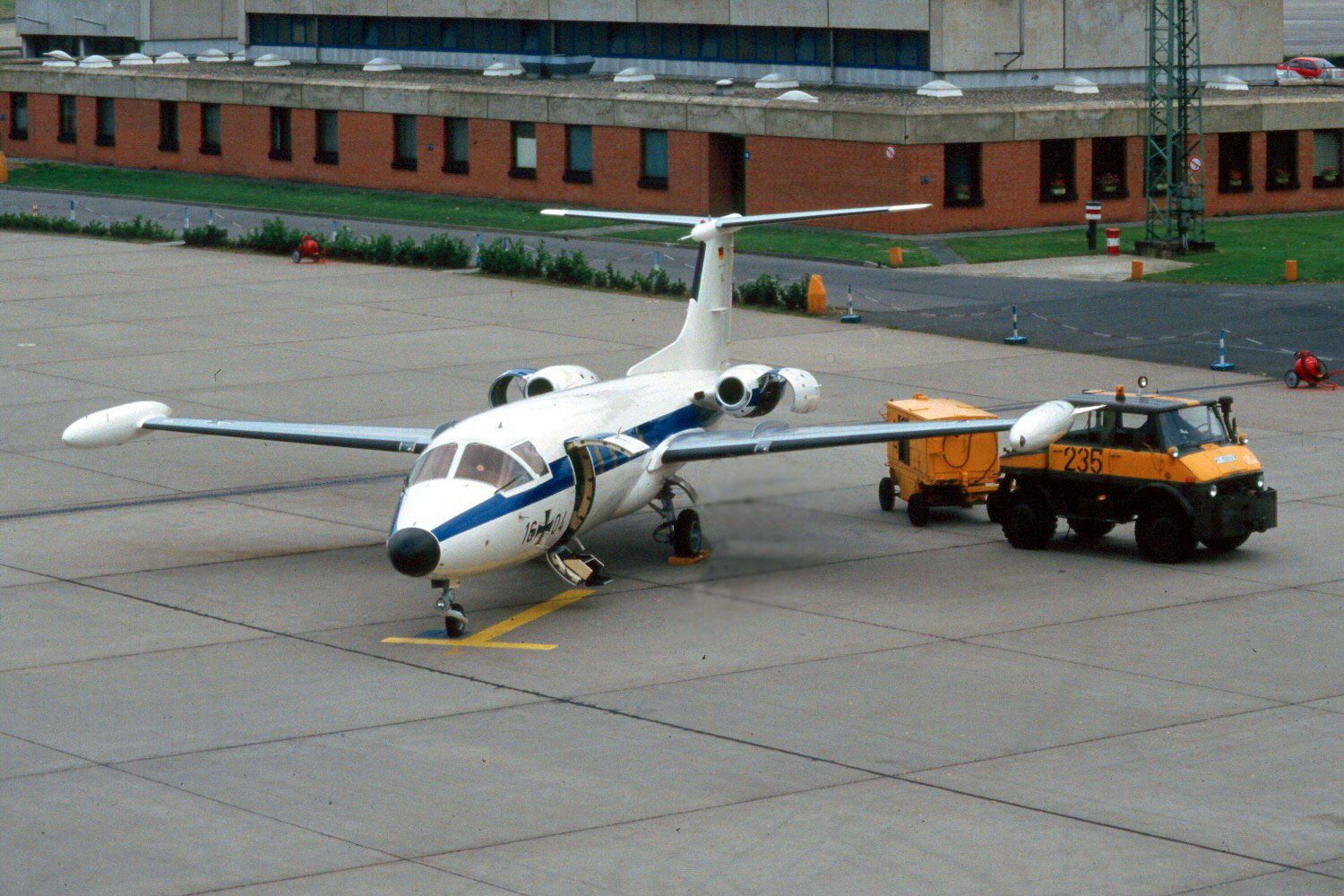
El HFB 320 Hansa Jet

Al final de la guerra, tota la producció d'aeronaus dins Alemanya va ser tancada fins al 1955 que Alemanya va rebre el permís per tornar a produir avions civils.
La fàbrica principal a Finkenwerder encara era allà i Hamburguer Flugzeugbau GmBH (HFB) va resorgir el 1956, encara sota la propietat de Walther Blohm però ja sense connexió amb B+V.
Com sempre, la feina principal de l'empresa resultaria ser la subcontractació per a construir altres aeronaus. El seu primer contracte va ser per a fabricació el buc i fer l'assamblatge final del Nord Noratlas. Altres feines significatives serian el Lockheed F-104G Starfighter i com a soci en la construcció del transport militar Transall C-160.
El 1961, HFB i Focke-Wulf/Weserflug (VFW) van formar Entwicklungsring Nord (ERNO) per desenvolupar productes aeroespacials. Van treballar en el Dornier DO 31 transport V/STOL i, més tard, en col·laboració directa en el Fokker F28 Fellowship.
L'únic avio en ser dissenyat i construït per HFB va ser el HFB 320 Hansa Jet, un avió de negocis que va volar per primer cop el 1964.
En maig de 1969, HFB es va fusionar amb Messerschmitt-Bölkow per formar Messerschmitt-Bölkow-Blohm (MBB), que posteriorment seria absorbida per Deutsche Aeroespacial (DASA) el mes de setembre de 1989.

## Aeronaus i productes relacionats

### Hamburger Flugzeugbau (abans de la guerra)
Alguns d'aquests models es van continuar construint després del canvi de nom volant amb la nova designació.
- Ha 135: Prototip convencional de biplà d'entrenament dissenyat per Reinhold Mewes.
- Ha 136: Prototip de monoplà d'entrenament metàl·lic. El primer en incorporar la marca característica de Vogt, el llarguer principal de l'ala cilíndric amb el tanc de combustible integral.[5]
- Ha 137: Prototip de bombarder en picat.
- Ha 139: Hidroavió de llarg abast per transport de correu, va ser operat, en poca quantitat, per Deutsche Luft Hansa. Més tard es va reanomenar com BV 139.
- Ha 140: Prototip d'hidroavió torpeder. Més tard es va reanomenar com BV 140.
- Ha 142: Avió de base en terra derivat del Ha 139. Posteriorment va entrar en servei com BV 142.

### Blohm & Voss

#### Aeronaus
- BV 138 Seedrache (drac marí): Prototip d'hidrocanoa trimotor amb dos fuselatges paral·lels. Va entrar en producció amb la denominació BV 138. Únic model que va entrar en producció en sèrie i en servei operacional, sent construïts fins i tot sota llicència per Weserflug Flugzeugbau.[2]
- BV 141: Prototip d'avió de reconeixement amb una inusual estructura asimètrica. Es van fabricar unes 20 unitats de pre-producció però no van arribar a entrar en servei operacional.[2][7]
- BV 144: Avió comercial amb ales de pas variable. Breguet va construir dues unitats sota llicència.
- BV 155: Prototip d'interceptor de gran altitud derivat del projecte del Messerschmitt Me 155.
- BV 222 Wiking (Viking): Hidrocanoa de transport amb sis motors. Algunes de les dotze unitats de pre-producció van entrar en servei operacional.[7]
- BV 238: Prototip d'hidrocanoa de transport. En el moment de ser construït era l'avió més pesant mai construït i el més gran de les potències de l'eix.
- BV 40: Prototip de planador interceptor. Va arribar a volar però no va entrar en servei operacional a causa de la fi de la guerra.

De tots aquests models pocs van entrar en servei operacional i només un, el BV 138 "Fliegende Holzschuh" (esclop voladorl), va arribar a produir-se en sèrie. Tots els altres o es van quedar en prototip o es van produir molt poques unitats.

#### Municions
A part d'aeronaus, durant Segona Guerra Mundial B&V també va desenvolupar alguns projectils com bombes i torpedes. Tot i que l'empresa en va construir milers d'unitats, cap va entrar en servei operacional.
- BV 143: Prototip de bomba autònoma.
- BV 246 Hagelkorn (calamarsa): inicialment anomenada BV 226. Prototip de bomba autònoma de gran abast.
- BV 950: prototip de torpede autònom, construït en dues variants:[2][7]
  - L 10 Friedensengel. Torpede amb planador adjunt.
  - L 11 Schneewittchen. Model posterior més avançat.

#### Projectes de disseny
Transports:
- P 200: Hidrocanoa de passatgers de gran abast.
- BV 250: Avió amb base a terra derivat del BV 238.

Bombarders:
- BV 237: Bombarder en picat i avió d'atac a terra monoplaça desenvolupat a partir de l'asimètric BV 141. Ordenat personalment per Hitler per a substituir els Ju 87 Stuka cancel·lat posteriorment.[9]
- P 163: Bombarder ràpid bimotor.
- P 170: Bombarder ràpid trimotor.
- P 188: Bombarder de reacció amb ala en W.

Caça:
- P 202: Caça d'ala obliqua de geometria variable.
- P 203: Avió d'atac multi funció amb motor combinat de reacció i de pistons.
- P 208: Projecte d'avió de caça sense cua.
- P 211: Caça de reacció pel programa urgent de caces.
- P 212: Caça monomotor de reacció.
- P 213: Pulsoreactor de caça pel programa urgent de caces.
- P 215: Bimotor amb ala en fletxa sense cua desenvolupat a partir del P 208 i el P 212. Es va rebre una comanda per tres prototips poques setmanes abans del final de la guerra.[2]

### Hamburguer Flugzeugbau (després de la guerra)
- HFB 209: Projecte d'avió bimotor amb turbohèlice.
- HFB 314: Projecte d'avió de reacció per a vols locals.
- HFB 320 Hansa Jet: Avió de negocis de reacció amb les ales en fletxa invertida.
- Transall C-160: Transport militar (soci important).
- Consorci d'airbus (contribució significativa en disseny i fabricació).